# Léon (Bretagna)

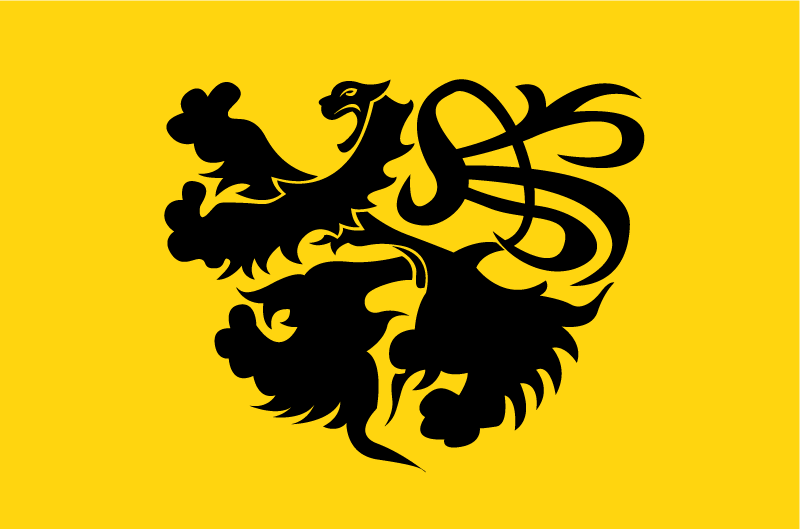
Bandiera del Léon

Il Pays de Léon (in bretone: Bro Leon) o semplicemente Léon o Léonais è una regione (o provincia) storica della Bretagna (Francia nord-occidentale), situata nella zona nord-occidentale del dipartimento del Finistère.
Capitale storica del Léon è Saint-Pol-de-Léon. Altre località principali sono Brest, Landerneau, Landivisiau, Morlaix, Plouescat, Roscoff, ecc.
È soprannominata la "regione dei preti", per sua forte religiosità, che si riflette anche nella sua architettura, in particolare nei celebri complessi parrocchiali della Bretagna (enclos paroissiaux).
Il Léon si può distinguere in due zone, l'Alto Léon (Haut Léon) e il Basso Léon (Bas Léon).

## Geografia

### Collocazione
Il Léon confina ad est con la regione storica del Trégor e a sud con la regione storica della Cornovaglia (v. mappa).

### Territorio
Il territorio del Léon è caratterizzato da ampie pianure nella zona dell'Alto Léon (Haut Léon) e da spiagge e torrenti nella zona del Basso Léon (Bas Léon), circondato dal mare su tre lati.

#### Fiumi
- Élorn
- Penfeld
- Rivière du Conquet
- Aber-Ildut
- Aber-Benoît
- Aber-Wrac'h
- Quillimadec
- Guillec
- Eon
- Penzé
- Horn
- Queffleut
- Dossen

#### Isole
- Keller
- Île d'Ouessant
- Bannec
- Balanec
- Molène
- Trielen
- Quéménès
- Litiry
- Morgol
- Béniguet
- Île Melon
- Île Mazou
- Île Carn
- Île de Roscervo
- Île de Beg
- Stagadon
- Île Cézon
- Île Wrac'h
- Île d'Erc'h
- Île Vierge
- Île de Sieck
- Île de Batz
- Île Callot

## Bandiera
Nella bandiera del Léon è raffigurato un leone stilizzato di colore nero senza denti e senza lingua su campo giallo.

## Lingua
Nel Léon si parla una variante dialettale del bretone nota come bretone léonard.
In questa variante è redatta la gran parte dei documenti religiosi in lingua bretone.

## Economia
Il Léon, in particolare l'Alto Léon, è un grande produttore di carciofi e cavolfiori.
Per garantire il massimo sfruttamento agricolo, la regione subì un massiccio disboscamento nel corso degli anni sessanta del XX secolo.
I prodotti agricoli del Léon vengono esportati grazie ai traghetti della Brittany Ferries, creati appositamenti.

## Principali monumenti
- Castello di Brest[6]
- Castello Kerjean, a Saint-Vougay[7]
- Cattedrale di Saint-Pol-de-Léon[8][9]
- Chiesa di Notre-Dame-de-Kroaz-Bas, a Roscoff[10]
- Complesso parrocchiale di Commana[11]
- Complesso parrocchiale di Guimiliau[12][13]
- Complesso parrocchiale di Lampaul-Guimiliau[12][14]
- Complesso parrocchiale di La Martyre[15]
- Complesso parrocchiale di Saint-Thégonnec[12][16]
- Pont de Rohan, a Landerneau[17][18]